# Dirk Geeraerd
Dirk Geeraerd (Oudenaarde, 2 december 1963) is een Belgisch voetbaltrainer.

## Carrière
Tussen 1 juli 2006 en 26 oktober 2008 was Geeraerd trainer van de Belgische eersteklasser KSV Roeselare. Hij volgde de Nederlander Dennis van Wijk op. Hij werd zelf ontslagen na slechte resultaten (2 op 27). Op 7 oktober 2009 ging hij aan de slag bij tweedeklasser KSK Ronse, waar hij na de pijnlijke degradatie uit Tweede klasse ontslagen werd. Vanaf juni 2010 aan de slag bij de Belgische tweedeklasser KVRS Waasland - SK Beveren. Op 18 november 2012 werd hij er ontslagen, hoewel hij de promotie naar Eerste klasse had bewerkstelligd in het seizoen 2010/11.
Van januari 2013 tot mei 2013 actief als sportief Raadgever bij KSK Ronse. Hij werd er ontslagen na degradatie met slechte resultaten (9 op 42). Eind oktober 2013 ging Geeraerd aan de slag als trainer bij derdeklasser Berchem Sport, dat hij wist te behoeden voor degradatie. Desalniettemin werd zijn contract niet verlengd. Daarop besliste hij bewust om een rustperiode in zijn carrière in te lassen. Van oktober 2015 tot oktober 2016 was hij hoofdcoach bij SC Eendracht Aalst. 
In juni 2017 haalde Waasland-Beveren Geeraerd terug naar de Freethiel: Geeraerd werd er de assistent van de nieuwe hoofdtrainer Philippe Clement. Na het ontslag van trainer Sven Vermant in mei 2018 sprong hij even in als interim-trainer, alsook na dat van Adnan Čustović en Arnauld Mercier in het seizoen 2019/20. Na afloop van dat seizoen maakte Waasland-Beveren een einde aan de samenwerking.